# Briareum palmachristi
Briareum palmachristi är en korallart som beskrevs av Duchassaing och Giovanni Michelotti 1860. Briareum palmachristi ingår i släktet Briareum och familjen Briareidae. Inga underarter finns listade i Catalogue of Life.